# Chokwé
Ne doit pas être confondu avec Tshokwe, peuple tchokwé ou Tchokwés.
Chokwé est une ville située dans la province de Gaza, au Mozambique.

## Source
- (en) Cet article est partiellement ou en totalité issu de l’article de Wikipédia en anglais intitulé « Chokwe, Mozambique » (voir la liste des auteurs).